# Hoplophorella lanceosetoides
Hoplophorella lanceosetoides är en kvalsterart som beskrevs av Sandór Mahunka 1985. Hoplophorella lanceosetoides ingår i släktet Hoplophorella och familjen Phthiracaridae. Inga underarter finns listade i Catalogue of Life.